# Bodidarma
Bodhidharma ou Bodidarma foi um monge budista de origem persa que viveu durante os séculos V ou VI. Tradicionalmente, a ele, é dado o crédito de ter sido o transmissor da seita Chán para a China, sendo considerado o seu primeiro patriarca. Segundo uma lenda chinesa, ele iniciou o treinamento físico dos monges shaolin, treinamento este que levaria à posterior criação do Shaolin quan.

## Biografia
Tem-se muito pouca informação contemporânea sobre a vida de Bodhidharma, e narrações posteriores misturaram-se com lendas, mas a maior parte dos relatos concordam que ele foi um monge do Irão que viajou para o sul da China e, posteriormente, mudou-se para o norte. Há divergências quanto à data de sua chegada: um relato antigo diz que ele chegou durante a dinastia Liu Song (420–479), ao passo que relatos posteriores dizem que chegou durante a dinastia Liáng (502–557). Atualmente, aceita-se o início do século V.
Era filho do rei Sughanda. Como pertencia à casta dos xátrias, aprendeu a arte marcial indiana do vajramushti. Seu mestre nessa arte foi o famoso Prajnatara. Após se tornar o 28º (e último) patriarca do budismo, Bodidarma viajou à China a convite do imperador Liang Wu Ti, que governava um dos reinos do período das Seis Dinastias e que seguia uma linha inovadora do budismo, que privilegiava os rituais. Como Bodidarma ensinava uma linha de budismo que privilegiava a meditação, Bodidarma se indispôs com o imperador Liang Wu Ti e decidiu fixar residência em outro local: o templo Shaolin, no reino de Wei, onde Bodidarma viria a se tornar célebre pela criação do zen e do kung fu shaolin.

## Ensinamentos

### Meditação
Tanlin, no prefácio ao "Duas Entradas e Quatro Atos", e Daoxuan, no "Outras Biografias de Monges Eminentes", mencionam uma prática do Bodhidharma denominada "olhar-parede" (壁觀, bìguān). Tanto Tanlin quanto Daoxuan associam esta prática de "olhar-parede" com a "aquietação da mente" (安心, ān xīn). Em outro lugar, Daoxuan também diz: "Os méritos do método Mahāyāna de olhar-parede são os mais altos". Estas são as primeiras menções no relato histórico do que pode ser um tipo de meditação budista relacionada com Bodhidharma.
No "Duas Entradas e Quatro Atos", tradicionalmente atribuído a Bodhidharma, o termo "olhar-parede" também aparece:
"Aqueles que se afastam da Ilusão de volta à Realidade, que 'meditam nas paredes', na ausência de si-mesmo e do outro e na unidade entre mortal e sábio e que mantêm-se impassíveis até mesmo pelas escrituras estão de acordo completo e silencioso com a razão".

A prática de "olhar-parede" de Bodhidharma tinha a ver com o processo meditativo de observar os pensamentos e deixar a mente aquietar-se, levando-a à iluminação, ou ausência de mente. Quase todos os relatos tratam esta prática como sendo ou uma variação indefinida de meditação, como Daoxuan e Dumoulin, ou como uma variação da meditação sentada parecida com o zazen (坐禪, zuòchán), que, posteriormente, tornou-se uma característica definidora do chán; a última interpretação é particularmente comum entre os que trabalham do ponto de vista do chán.
Houve, também, interpretações deste  "olhar-parede" como um fenómeno não meditativo.

### Bodhidharma e as Artes Marciais

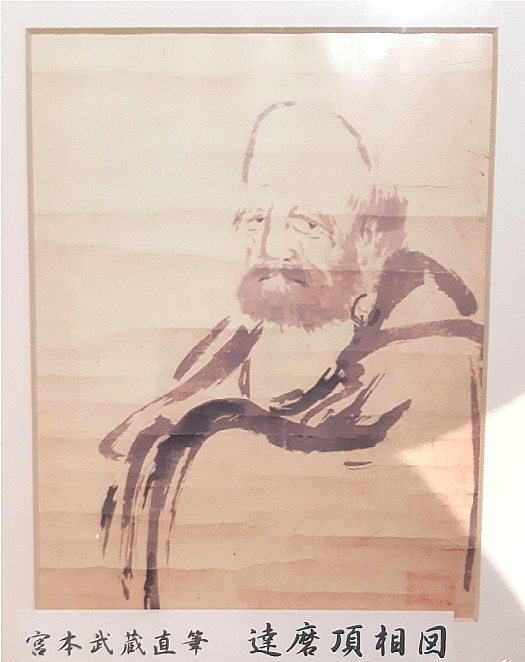
Bodhidharma pintado por Miyamoto Musashi, espadachim e filósofo próximo ao monge Takuan Soho da seita Rinzai (associado à casta samurai).

Diz a lenda que, ao chegar no templo Shaolin, Bodhidharma deparou-se com a precária condição de saúde dos monges, fruto de sua inatividade. Foi então que ele teria iniciado os monges na prática de uma série de exercícios físicos baseados tanto na arte marcial indiana do vajramushti quanto no antigo kung fu chinês, ao mesmo tempo em que transmitia-lhes os fundamentos da filosofia zen, com o objetivo de reabilitá-los tanto física quanto espiritualmente.
Os exercícios ensinados por Bodhidharma eram baseados em métodos de respiração profunda e ioga, e seus movimentos se assemelhavam a técnicas de combate. A prática desses exercícios logo tornou-se uma tradição no templo, vindo mais tarde a atingir um estado de evolução tal que pôde ser considerada como um verdadeiro e completo sistema de autodefesa: o kung fu shaolin, que, no Japão, é conhecido como shorinji kenpo.
Esta arte marcial em ascensão logo mostrou sua eficiência: primeiro, com relação à restabelecida saúde dos monges; segundo, como método de defesa pessoal propriamente dito posto em prática contra bandoleiros que, por vez ou outra, saqueavam o templo, de quem os monges, em outros tempos, eram considerados presas fáceis.
Numa lenda, Bodhidharma recusou-se a continuar a ensinar seu futuro estudante, Hui-k'o, que manteve vigília por várias semanas na neve fora do monastério e que cortou seu próprio braço esquerdo para demonstrar sua sinceridade. Contudo, o discípulo não havia entendido que o "braço esquerdo" a que Bodhidharma havia se referido era, na verdade, uma alegoria quanto à necessidade de Hui-k'o se livrar de suas vicissitudes.
O Yi Jin Jing dá crédito a Bodhidharma pelo kung fu shaolin ensinado aos monges do templo Shaolin, o que o tornaria uma influência importante nas artes marciais em geral. O kung fu shaolin se difundiu amplamente pelo país, principalmente durante a Dinastia Ming (1368-1644), vindo mais tarde a conquistar outros países da Ásia e a dar origem a outros estilos de artes marciais, como o caratê de Okinawa.